# Claudia Nowak
Claudia Nowak (* 2. April 1967 in Hamburg) ist eine deutsche Juristin. Sie ist seit Juli 2022 Richterin am Bundesarbeitsgericht.

## Leben und Wirken
Nowak absolvierte nach dem Abitur eine Ausbildung zur Sparkassenkauffrau. Nach Abschluss der juristischen Ausbildung war sie zunächst als wissenschaftliche Mitarbeiterin an der Freien Universität Berlin beschäftigt. Im August 1997 trat sie in die Arbeitsgerichtsbarkeit des Landes Berlin ein und wurde am Arbeitsgericht Berlin eingesetzt. Nowak wurde im November 2019 Vorsitzende Richterin am Landesarbeitsgericht Berlin-Brandenburg.
Nach ihrer Ernennung zur Richterin am Bundesarbeitsgericht am 1. Juli 2022 wies das Präsidium Nowak dem Zehnten Senat des Bundesarbeitsgerichts zu, der im Wesentlichen für Sondervergütungen, Zulagen und die Sozialkassen der Bauwirtschaft zuständig ist.